# Samuil Iossifowitsch Aljoschin
Samuil Iossifowitsch Aljoschin (russisch Самуил Иосифович Алёшин, eigentlich Samuil Iossifowitsch Kotljar; * 8. Julijul. / 21. Juli 1913greg. in Zambrów; † 27. Februar 2008 in Moskau) war ein sowjetischer Dramatiker, der in Deutschland vor allem mit seinen Schauspielen Das Krankenzimmer und Der Diplomat bekannt wurde.
Aljoschin war Sohn eines Arztes und einer Lehrerin. Er besuchte bis 1935 die Militärakademie für Motorisierung und Mechanisierung und arbeitete anschließend als Ingenieur in einem Automobilwerk. 1941 begann er mit dem Schreiben von humoristischen Erzählungen für die Zeitschriften Krokodil und Ogonjok..
Aljoschins bevorzugter Schauspieltypus – kammerspielartig, weitgehend ohne äußere Handlungselemente und mit einem reduzierten Kreis handelnder Personen – kam den Darstellungsmöglichkeiten des Hörspiels entgegen, was neben den Erfolgen seiner Stücke auf dem Theater u. a. mit Klaus Piontek zu erfolgreichen Funkadaptionen durch den Rundfunk der DDR führte, von denen Der Diplomat später durch das Ministerium für Volksbildung der DDR als Musterfall einer gelungenen Funkbearbeitung eines Schauspiels auch als Unterrichtsmittel zugelassen wurden.
Auch Damals in Sevilla gehört zu den bekannteren Stücken des sich gern historischer Ereignisse bedienenden Aljoschins, der durch seine dramatischen Einfälle und die Parabelhaftigkeit seiner Stücke jedoch häufig auch der Groteske nahestand.

## Werke (Auswahl)
- 1942: Мефистофель
- 1947: Damals in Sevilla (Тогда в Севилье)
- 1950: Der Direktor (Директор)
- 1952: Gogol (Гоголь)
- 1953: Das strenge Mädchen (Строгая девушка)
- 1954: Der Mann aus Stratford (Шекспир / Человек из Стратфорда)
- 1956: Allein (Одна)
- 1958: Alles bleibt den Menschen (Всё остаётся людям) – 1963 verfilmt
- 1959: Der Standpunkt (Точка опоры)
- 1962: Das Krankenzimmer (Палата) – 1965 verfilmt
- 1964: Die Hauptrolle (Главная роль)
- 1965: Jedem das Seine (Каждому свое)
- 1967: Der Diplomat (Дипломат)
- 1968: Другая
- 1979: Thema mit Variationen (Тема с вариациями)